# Toreo cómico

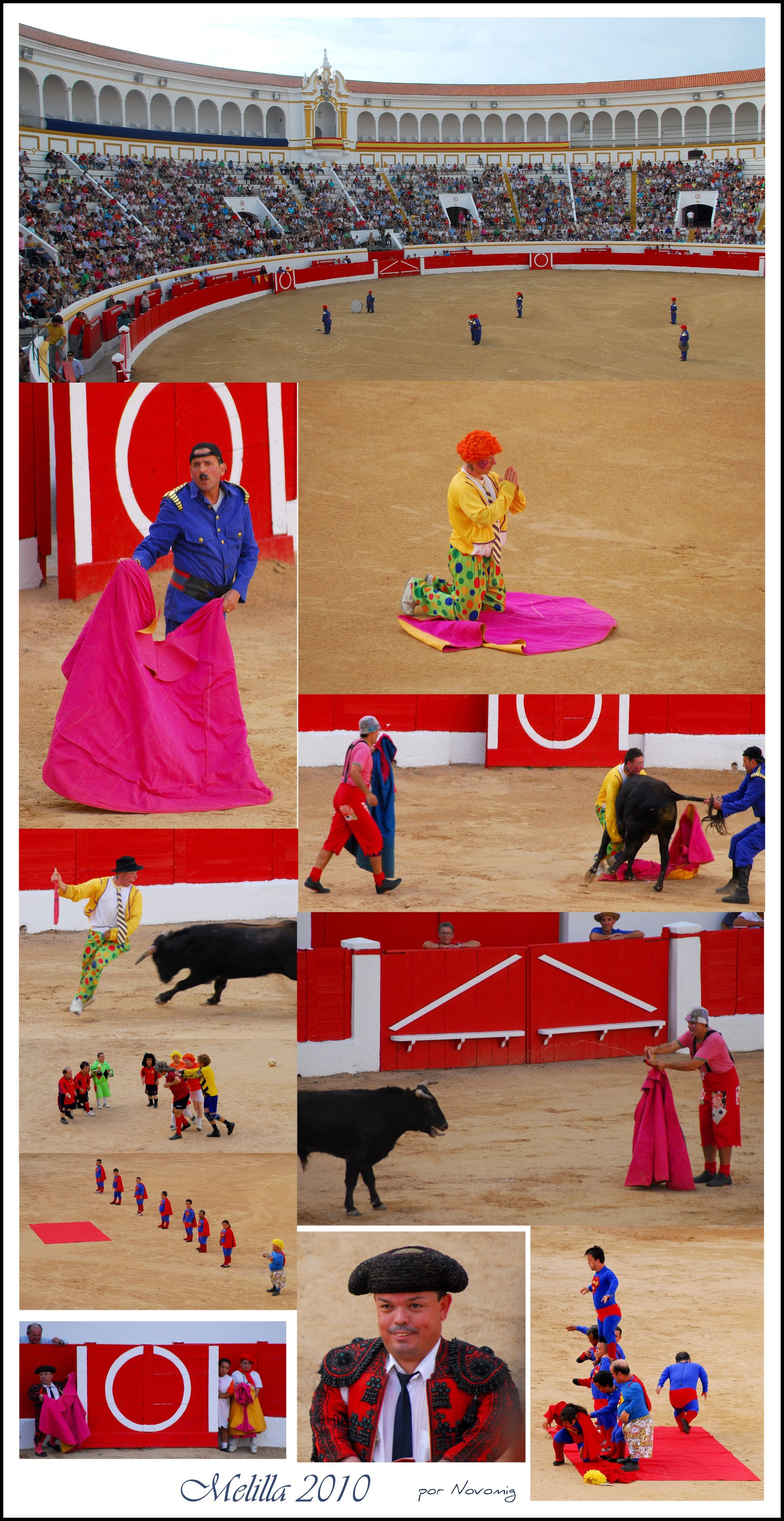
El bombero torero en la plaza de toros de Melilla (2010)

El toreo cómico o charlotada, también denominado toreo bufo, es una variante de la tauromaquia, aunque de carácter cómico. El nombre de charlotada se debe al mote del artista Carmelo Tusquellas, quien actuaba vestido de Charlot, célebre personaje de Charles Chaplin.

## Historia
En los años dorados del toreo cómico llegó a haber hasta veinte compañías. Además de Tusquellas, otros artistas que destacaron en el toreo cómico fueron Rafael Dutrús y José Colomer, quienes participaron en un trío denominado la «troupe de Charlot, Llapisera y Botones». Gran figura del toreo cómico valenciano, Dutrús actuó también con la formación musical la Banda l'Empastre.
Otra figura destacada del toreo cómico fue Pablo Celis Cuevas, fundador del espectáculo El Bombero Torero, donde actuaba vestido de bombero y donde personas con enanismo también toreaban. La compañía El Bombero Torero decidió retirarse en 2017. En este espectáculo destacó también Pepín Burgos "Pepito".
En la parte seria del espectáculo actuaron jóvenes toreros que se convirtieron después en figuras como Antonio Chenel "Antoñete", Paco Ojeda, José María Manzanares, Juan Antonio Ruiz "Espartaco", José Ortega Cano, Dámaso González y Emilio Muñoz, entre otros.